# Marco Fratini
Marco Fratini (Roma, 1º aprile 1966) è un giornalista e scrittore italiano.

## Biografia
È nato a Roma e ha origini umbre. Si è laureato in Scienze Politiche presso la Libera università internazionale degli studi sociali Guido Carli (Luiss) di Roma nel 1990 con una tesi sui Diritti dell'Uomo.
Giornalista professionista dal 1994, ha lavorato all'Agi, a Il Giorno, al Tg3 (come redattore e conduttore del Tg3 Economia e Mercati) e a Ventiquattrore.tv, dove si specializza nelle dirette news sui mercati finanziari, sperimentando stile e linguaggio popolari, piuttosto inediti per il settore.
A La7 arriva nel 2005 come responsabile del canale tematico "Impresa Live" realizzato in partnership tra Telecom Italia e Camera di Commercio di Milano. Tra il 2008 e il 2010 è autore e conduttore di "Youimpresa", rubrica di approfondimento del telegiornale dedicata al mondo imprenditoriale. Nel 2011, insieme a Nunzia Penelope, conduce il programma "Soldi Rubati" sui temi della corruzione e dell'evasione fiscale.
Nel 2008, con Lorenzo Marconi, scrive Vaffanbanka! (Rizzoli), libro che con 16 edizioni viene segnalato tra i primi contributi editoriali alla divulgazione sui temi dell'educazione finanziaria e del potere bancario. 
Attualmente è caporedattore della redazione Economia ed Esteri del Tg La7 e conduce le dirette dedicate all'economia.
È consulente dell'Enciclopedia Universale Garzanti e dal 2001 è tra i principali collaboratori di Oggi sui temi del risparmio.
Dal 2011 tiene su GQ la rubrica "Diecimila euro".

## Opere
- 2008 - Vaffanbanka! (con Lorenzo Marconi), Rizzoli
- 2009 - Vaffankrisi! (con Lorenzo Marconi), Rizzoli
- 2011 - Mutande di ghisa, (con Lorenzo Marconi), Rizzoli
- 2012 - Cotti a puntino, Rizzoli
- 2012 - Giudizi Universali, AA.VV., Rizzoli